# Hans-Jürgen Uhl
Hans-Jürgen Uhl (* 6. Oktober 1951 in Wetzlar) ist ein ehemaliger deutscher Politiker (bis 2007 SPD).

## Leben und Beruf
Nach dem Abitur im Jahr 1970 absolvierte Uhl ein Lehramtsstudium der Politik, der Pädagogik und der Germanistik an der Justus-Liebig-Universität Gießen, welches er mit dem Staatsexamen abschloss. Nach Ableistung des Referendariats war er kurzzeitig an einer Gesamtschule als Lehrer tätig.
Uhl wechselte dann als Referent zum Gesamt- und Konzernbetriebsrat der Volkswagen AG in Wolfsburg. Hier übernahm er 1985 die Koordination des Gesamt- und Konzernbetriebsrates, des Gesamt- und Konzernbetriebsausschusses und des Wirtschaftsausschusses. In den Jahren 1990 bis 2006 gehörte er schließlich selbst dem Betriebsrat der Volkswagen AG an und war in dieser Zeit Geschäftsführer des Gesamt- und Konzernbetriebsrats. Uhl war danach mit einem Teilzeitvertrag weiterhin bei der Volkswagen AG beschäftigt, bis er im Juni 2007 von seinem Dienst freigestellt wurde.
Von 1992 bis 2003 war Uhl Generalsekretär des von ihm mitbegründeten Europäischen Konzernbetriebsrates und von 1999 bis 2003 auch des Welt-Konzernbetriebsrates.

## Partei
Uhl trat schon als Schüler in die SPD ein. Er war Vorsitzender des Unterbezirks Wolfsburg der Arbeitsgemeinschaft für Arbeit und von 2003 bis 2007 stellvertretender Vorsitzender des SPD-Kreisverbandes Helmstedt.
Am 3. Juni 2007 trat Uhl aus der SPD aus, um einem Parteiausschluss infolge der VW-Korruptionsaffäre zuvorzukommen.

## Abgeordneter
Uhl war von 2002 bis zur Niederlegung seines Mandates am 1. Juni 2007 Mitglied des Deutschen Bundestages. Er war seit Oktober 2005 stellvertretender Sprecher der Landesgruppe Niedersachsen in der SPD-Bundestagsfraktion.
Hans-Jürgen Uhl ist stets als direkt gewählter Abgeordneter des Wahlkreises Helmstedt – Wolfsburg in den Bundestag eingezogen. Bei der Bundestagswahl 2005 erreichte er 49,5 % der Erststimmen.

## VW-Korruptionsaffäre
Im Oktober 2005 geriet Uhl in Verbindung mit der VW-Korruptionsaffäre in den Verdacht, Beihilfe zur Untreue geleistet zu haben. Er soll sich an von Volkswagen finanzierten Lustreisen beteiligt haben. Der Bundestag hob im Dezember 2006 seine Immunität auf und machte damit den Weg für die Anklage frei. Die Staatsanwaltschaft Braunschweig bestätigte, laut Tageszeitung Die Welt, den Anfangsverdacht. Uhl soll zwischen Ende 1999 und Ende 2005 in zehn Fällen die Dienste von Prostituierten zu Lasten von Volkswagen in Anspruch genommen haben. Darüber hinaus werden ihm mehrere falsche eidesstattliche Versicherungen zur Last gelegt. Uhl soll gemäß Zeugenberichten bei diversen Sexpartys in Europa und Asien zugegen gewesen sein.
Daraufhin forderten verschiedene Parlamentskollegen Uhl auf, sein Mandat ruhen zu lassen. Uhl teilte am 29. Mai 2007 mit, er werde sein Bundestagsmandat niederlegen, da die von ihm abgegebenen eidesstattlichen Versicherungen zu erheblichen Teilen falsch gewesen seien und schied am 1. Juni 2007 aus dem Bundestag aus. Am 4. Juni 2007 trat er auch aus der SPD aus und kam damit einem Parteiausschluss zuvor. Ihm sei klar geworden, dass er seine Partei nicht weiter durch sein Fehlverhalten belasten könnte.
Am 14. Juni 2007 verurteilte das Amtsgericht Wolfsburg Uhl zu einer Geldstrafe von 280 Tagessätzen, was bei seinem Einkommen 39.200 Euro entsprach. In der Verhandlung hatte er Bordellbesuche auf Kosten von Volkswagen sowie die Abgabe unwahrer eidesstattlicher Versicherungen umfassend gestanden.